# São João do Arraial
São João do Arraial là một đô thị thuộc bang Piauí, Brasil. Đô thị này có diện tích 213,351 km², dân số năm 2007 là 7022 người, mật độ 32,91 người/km².